# Tajemnica przeklętej harfy
Tajemnica przeklętej harfy – druga część serii powieści przygodowych Detektywi na kółkach dla starszych dzieci i młodzieży autorstwa Marcina Kozioła. Jest to kontynuacja przygód bohaterów Skrzyni Władcy Piorunów – lektury uzupełniającej dla klas 4–6 szkoły podstawowej. Powieść można czytać niezależnie od części pierwszej bez znajomości wcześniejszych wydarzeń. Tajemnica przeklętej harfy znalazła się na Złotej Liście lektur rekomendowanych przez Fundację „ABCXXI – Cała Polska czyta dzieciom”.

## Fabuła
Detektywi na kółkach lecą na wakacje do Egiptu i trafiają na ślad przemytu. Dzięki Spajkowi odkrywają starą mapę i podążając za wskazówkami, próbują dotrzeć do skarbu zanim zrobi to ktoś, kto próbował w tajemnicy przewieźć do Egiptu zabytkowy dokument. Młodzi detektywi muszą nie tylko wykazać się sprytem, ale i umiejętnością łamania szyfrów. Stawią czoła groźnym przeciwnikom, by przetrwać na pustyni i rozwiązać zagadkę. Zetkną się nie tylko z tajemnicami starożytnego Egiptu i tradycyjną archeologią, ale także spotkają archeolożkę posługującą się zdobyczami najnowocześniejszej techniki, pionierkę w dziedzinie archeologii satelitarnej.
Książki z serii Detektywi na kółkach łączą cechy powieści przygodowej i kryminału z elementami biografii wybitnych postaci świata nauki. Współczesne przygody głównych bohaterów splatają się z równolegle opowiadaną historią opartą na faktach. W Tajemnicy przeklętej harfy przedstawione są wydarzenia oparte na biografii wybitnej znawczyni starożytnego Egiptu Dorothy Eady, która od czasu wypadku, któremu uległa w dzieciństwie, doświadczając śmierci klinicznej, uważała, że jest wcieleniem egipskiej kapłanki żyjącej trzy tysiące lat wcześniej.

## Bohaterowie
Główną bohaterką jest czternastoletnia Julia, która od wypadku porusza się na wózku – stąd tytuł serii Detektywi na kółkach. Zawsze marzyła o byciu „odkrywcą tajemnic i detektywem” i wbrew przeciwnościom losu realizuje swoje marzenie. W rozwiązywaniu zagadek pomaga jej o rok starszy Tom, obdarzony zdolnością synestezji. Pomiędzy tą dwójką bohaterów rodzi się młodzieńcze uczucie. Do zespołu „detektywów na kółkach” należy również labrador Spajk, nazywany Biszkoptem. To pies asystujący, który przypomina sobie wydarzenia z poprzednich wcieleń. Doskonale rozumie ludzi i potrafi pomóc w rozwiązywaniu detektywistycznych zagadek. Dzięki niemu do akcji włączają się inne zwierzęce postacie. W Tajemnicy przeklętej harfy głównych bohaterów wspiera kocur rasy maine coon Dżager.